# Stelle principali della costellazione del Pavone
Segue un prospetto delle stelle principali della costellazione del Pavone, elencate per magnitudine decrescente.